# Палацо Белоне (Болоња)
Палацо Белоне (итал. Palazzo Bellone) је насеље у Италији у округу Болоња, региону Емилија-Ромања.
Према процени из 2011. у насељу је живело 13 становника. Насеље се налази на надморској висини од 17 м.